# Vaccino anti COVID-19 Johnson & Johnson
Il vaccino anti COVID-19 Johnson & Johnson, noto anche come Ad26.COV2.S o JNJ-78436735, è un vaccino anti COVID-19 monodose a vettore virale con somministrazione per iniezione intramuscolare sviluppato dalla casa farmaceutica Janssen Pharmaceutica (filiale della multinazionale Johnson & Johnson) nei Paesi Bassi e dal Beth Israel Deaconess Medical Center (BIDMC).
Il 29 gennaio 2021, Janssen ha annunciato un'efficacia che a seconda dei casi e della somministrazione varia dal 66% all'85%.

## Caratteristiche
Il vaccino è costituito da un altro virus (nello specifico, un adenovirus umano di tipo 26 inattivato) che è stato geneticamente modificato per contenere il gene per la produzione della proteina spike del SARS-CoV-2, che serve al virus per entrare nelle cellule del corpo.
L'adenovirus trasmetterà il gene della proteina spike nelle cellule della persona vaccinata: a questo punto, le cellule produrranno la proteina diffondendola nei tessuti, e il sistema immunitario del soggetto la riconoscerà come estranea attivando i processi di immunizzazione.

## Sviluppo

### Autorizzazione
Il 1º marzo 2021 è stato approvato negli Stati Uniti, tramite la Food and Drug Administration. Il 12 marzo l'Agenzia italiana del farmaco ha autorizzato il vaccino Janssen di Johnson&Johnson per la prevenzione della malattia COVID-19 per i soggetti al di sopra dei 18 anni, come da indicazione EMA. Il 22 marzo la Svizzera tramite la Swissmedic ha deciso di autorizzare il vaccino di J&J.

### Problemi di contaminazione nello stabilimento di Baltimora
Il 31 marzo 2021, il quotidiano statunitense The New York Times pubblica una notizia secondo cui, per un errore umano avvenuto diverse settimane prima in uno stabilimento di Baltimora in cui era prevista anche la realizzazione del vaccino AstraZeneca erano state accidentalmente contaminate di fino a 15 milioni di dosi di vaccino di Johnson & Johnson, costringendo le autorità di regolamentazione a ritardare l'autorizzazione delle linee di produzione dell'impianto. L'impianto è gestito da Emergent BioSolutions, un partner di produzione sia di Johnson & Johnson sia del vaccino di AstraZeneca.
L'errore ha ritardato le spedizioni future di dosi di J&J negli Stati Uniti mentre la Food and Drug Administration è intervenuta per indagare su ciò che è accaduto.
L'11 giugno 2021 il The New York Times riporta la notizia che la FDA ha chiesto a J&J di distruggere 60 milioni di dosi del suo vaccino contro il Covid-19 prodotte presso lo stabilimento di Baltimora.

### Paesi che non acquisteranno il vaccino
Il 13 aprile 2021 il The Guardian riferisce che l'Australia ha deciso di non acquistare il vaccino J&J. Il ministro della salute Greg Hunt ha escluso un contratto perché è un altro vaccino a vettore virale e non raccomandano, in questo momento, che il governo acquisti qualsiasi ulteriore vaccino di questo tipo. Le autorità di regolamentazione hanno adottato un approccio più cauto dopo che un numero di casi di coaguli di sangue sono stati riscontrati soprattutto tra i giovani che avevano ricevuto la dose di AstraZeneca.

## Composizione
Flaconcino multidose contenente 5 dosi da 0,5 mL. Ogni dose ha non meno di 8,92 log10 unità infettanti (U. Inf.) e organismi geneticamente modificati (OGM).
Elenco degli eccipienti:
- 2-idrossipropil-β-ciclodestrina (HBCD)
- Acido citrico monoidrato
- Etanolo
- Acido cloridrico
- Polisorbato 80
- Sodio cloruro
- Sodio idrossido
- Citrato trisodico diidrato
- Acqua per preparazioni iniettabili

## Effetti collaterali
La maggior parte dei sospetti eventi avversi sono soprattutto casi di febbre, stanchezza/astenia, brividi e dolore in sede di iniezione. Seguono in ordine di frequenza le patologie del sistema nervoso prevalentemente costituite da cefalea e le patologie del sistema muscolo-scheletrico e del tessuto connettivo soprattutto mialgie ed artralgie. Prevalentemente, sono state riportate come gravi febbre alta, astenia profusa, cefalea intensa e capogiro. Meno frequentemente sono riportate, invece, i dolori muscolari/articolari diffusi, le parestesie e le reazioni di tipo allergico.
Al 9 aprile 2022 la banca dati europea delle segnalazioni di sospette reazioni avverse ai farmaci segnala 56.000 sospetti eventi avversi dall'inizio delle somministrazioni, di cui il 54,7% in individui di sesso femminile. I principali Paesi europei con il più alto numero di casi segnalati dopo la somministrazione del vaccino sono: Olanda 14.997, Germania 9.840, Austria 6.586, Portogallo 1.943, Spagna 1.853, Italia 1.666, Francia 1.581, Islanda 1.435, Belgio 1.066, Polonia 1.021 e Danimarca 449. Al 1 aprile 2022, il Vaccine Adverse Event Reporting System negli Stati Uniti segnala 13.495 eventi avversi gravi.
L'Ema comunica di aver avviato una revisione per valutare le segnalazioni di eventi tromboembolici in quanti hanno ricevuto il vaccino anti COVID-19 Janssen. Dopo la vaccinazione col siero di J&J sono stati segnalati quattro casi gravi di coaguli di sangue insoliti con piastrine basse negli USA, di cui uno fatale.
Negli Stati Uniti la Georgia, dopo la Carolina del Nord e il Colorado, ha disposto la sospensione temporanea del vaccino J&J spaventati da otto casi di reazioni avverse alla somministrazione dello stesso assimilabili a eventi trombotici. Il 13 aprile 2021 gli Stati Uniti chiedono una sospensione sul vaccino J&J dopo alcuni casi di coagulazione. Lo riporta il New York Times sottolineando che la Food and Drug Administration e i Centers for Disease Control smetteranno di usare il vaccino nei siti federali e solleciteranno gli Stati a fare lo stesso in attesa delle indagini sui problemi di sicurezza.
Il 27 aprile 2021 l'AIFA pubblica sul suo portale una nota informativa importante essendo stata riscontrata una combinazione di trombosi e trombocitopenia, in alcuni casi accompagnate da sanguinamento, a seguito alla vaccinazione.
Il 3 maggio 2021 la Danimarca decreta lo stop definitivo, dopo alcuni casi di trombosi riscontrati in seguito alla somministrazione, tale decisione viene comunicata durante una riunione dal ministro della salute danese Magnus Heunicke.
Il 12 maggio 2021 in Norvegia il primo ministro Erna Solberg ha comunicato la decisione, dopo la rinuncia al vaccino anti Covid-19 prodotto da AstraZeneca, di sospendere quello di Johnson & Johnson.
Il 26 maggio 2021 l'AIFA pubblica un documento sulle complicanze tromboemboliche post-vaccinazione anti COVID-19 dei vaccini Vaxzevria e J&J.
Il 12 luglio 2021 la Food and Drug Administration (FDA)  ha annunciato un nuovo avviso per il vaccino Johnson & Johnson su un possibile collegamento con la sindrome di Guillain-Barré (polineuropatia infiammatoria acuta), una rara malattia nervosa autoimmune estremamente invalidante. L'agenzia federale ha rivisto le schede informative che accompagnano il vaccino, e l'avvertimento arriva dopo oltre 100 segnalazioni di casi Guillain-Barré, ha affermato la FDA. Del totale, 95 casi sono stati così gravi da comportare il ricovero in ospedale, con un decesso. Il 2 agosto 2021 l'AIFA pubblica il foglio illustrativo aggiornato con il rischio di sindrome da perdita capillare e sindrome di Guillain-Barré.
Il 29 settembre 2021 la Slovenia ha sospeso le vaccinazioni con Johnson & Johnson dopo che una ragazza di 20 anni è morta per un'emorragia cerebrale e coaguli di sangue pochi giorni dopo aver fatto il vaccino. Il ministero della salute ha chiesto all'Istituto di salute pubblica di sospendere temporaneamente le vaccinazioni con il vaccino Janssen fino a quando tutti i dettagli relativi a questo caso saranno chiariti, ha riferito il ministro della salute Janez Poklukar durante la conferenza stampa.
Il 14 gennaio 2022 l'EMA inserisce la mielite trasversa alle reazioni avverse sintetizzando le conclusioni emerse dall’ultimo meeting di esperti PRAC svoltosi dal 10 al 13 Gennaio.
Nel febbraio 2022 l'AIFA pubblica il rapporto annuale sulla sicurezza dei vaccini anti-COVID-19.